# Buota (Marakei)
Buota (auch: Baretoa oder Raweai) ist ein Ort mit einer Landfläche von 9 Hektar auf dem Marakei-Atoll in den zum Inselstaat Kiribati gehörenden Gilbertinseln im Pazifischen Ozean. 2020 hatte der Ort 300 Einwohner.

## Geographie
Buota liegt im Westen von Marakei südlich von Temotu. Die Nei-Keina-Brücke über den westlichen Lagunenzugang (Baretoa Pass) verbindet den Ort mit Tekarakan im Süden. In Buota gibt es ein traditionelles Versammlungshaus (Buota Maneaba).

## Klima
Das Klima ist tropisch heiß, wird jedoch von ständig wehenden Winden gemäßigt. Ebenso wie die anderen Orte des Marakei-Atolls wird Buota gelegentlich von Zyklonen heimgesucht.